# Dull Care
Dull Care é um curta-metragem de comédia mudo norte-americano, realizado em 1919, com o ator cômico Oliver Hardy.

## Elenco
- Larry Semon ... Larry, um detetive
- William Hauber ... (como Bill Hauber)
- Frank Alexander ... Chefe de polícia
- Lucille Carlisle
- Oliver Hardy ... zelador (como Babe Hardy)
- Al Thompson
- James Donnelly